# Анновка (Каменский район)
А́нновка (укр. Га́ннівка) — село в Верхнеднепровской городской общине Каменского района Днепропетровской области Украины.
Код КОАТУУ — 1221081001. Население по переписи 2001 года составляло 587 человек.
Входит в Верхнеднепровскую городскую общину.

## Географическое положение
Село Анновка находится на правом берегу реки Омельник,
выше по течению на расстоянии в 1 км расположено село Лиховка (Пятихатский район),
ниже по течению примыкает село Мосты.
Река в этом месте извилистая, образует лиманы, старицы и заболоченные озёра.

## История
- До 1859 года — село Василевщина[источник не указан 912 дней].

## Экономика
- «Агрохимия», ООО.

## Объекты социальной сферы
- Школа.
- Дом культуры.
- Фельдшерско-акушерский пункт.
- Библиотека.

## Достопримечательности
- Братская могила советских воинов.

## Климат
| Показатель                    | Янв. | Фев. | Март | Апр. | Май  | Июнь | Июль | Авг. | Сен. | Окт. | Нояб. | Дек. | Год |
| ----------------------------- | ---- | ---- | ---- | ---- | ---- | ---- | ---- | ---- | ---- | ---- | ----- | ---- | --- |
| Средний суточный максимум, °C | −2,4 | −1,6 | 3,4  | 13,7 | 21,1 | 25   | 26,8 | 26,2 | 20,4 | 12,8 | 4,9   | 0,3  | 13  |
| Средняя температура, °C       | −5,4 | −4,7 | 0,1  | 9,1  | 15,8 | 19,7 | 21,5 | 20,7 | 15,2 | 8,6  | 2,1   | −2,3 | 8,4 |
| Средний суточный минимум, °C  | −8,4 | −7,8 | −3,2 | 4,5  | 10,6 | 14,5 | 16,3 | 15,3 | 10,1 | 4,4  | −0,6  | −4,8 | 4   |
| Норма осадков, мм             | 48   | 35   | 33   | 38   | 46   | 62   | 56   | 41   | 43   | 34   | 44    | 47   | 527 |

## Люди, связанные с селом
- Ивангай.

В боях за село погибли и посмертно удостоены звания Героя Советского Союза:
- Воронков Иван Яковлевич;
- Гусев, Василий Сергеевич;
- Денисов, Алексей Макарович;
- Янцев, Пётр Илларионович;
- Чхаидзе, Владимир Михайлович.